# Tholeropsis decimata
Tholeropsis decimata är en fjärilsart som beskrevs av Emilio Berio 1976/77. Tholeropsis decimata ingår i släktet Tholeropsis och familjen nattflyn. Inga underarter finns listade i Catalogue of Life.